# Frontière entre l'Illinois et le Missouri
La frontière entre l'Illinois et le Missouri est une frontière intérieure des États-Unis délimitant les territoires de l'Indiana à l'est et le Missouri à l'ouest.
Son tracé suit le fleuve Mississippi de sa confluence avec la rivière Des Moines jusqu'à confluence avec la rivière Ohio et longe au niveau de la ville de Kaskaskia la rivière aux Vases. 

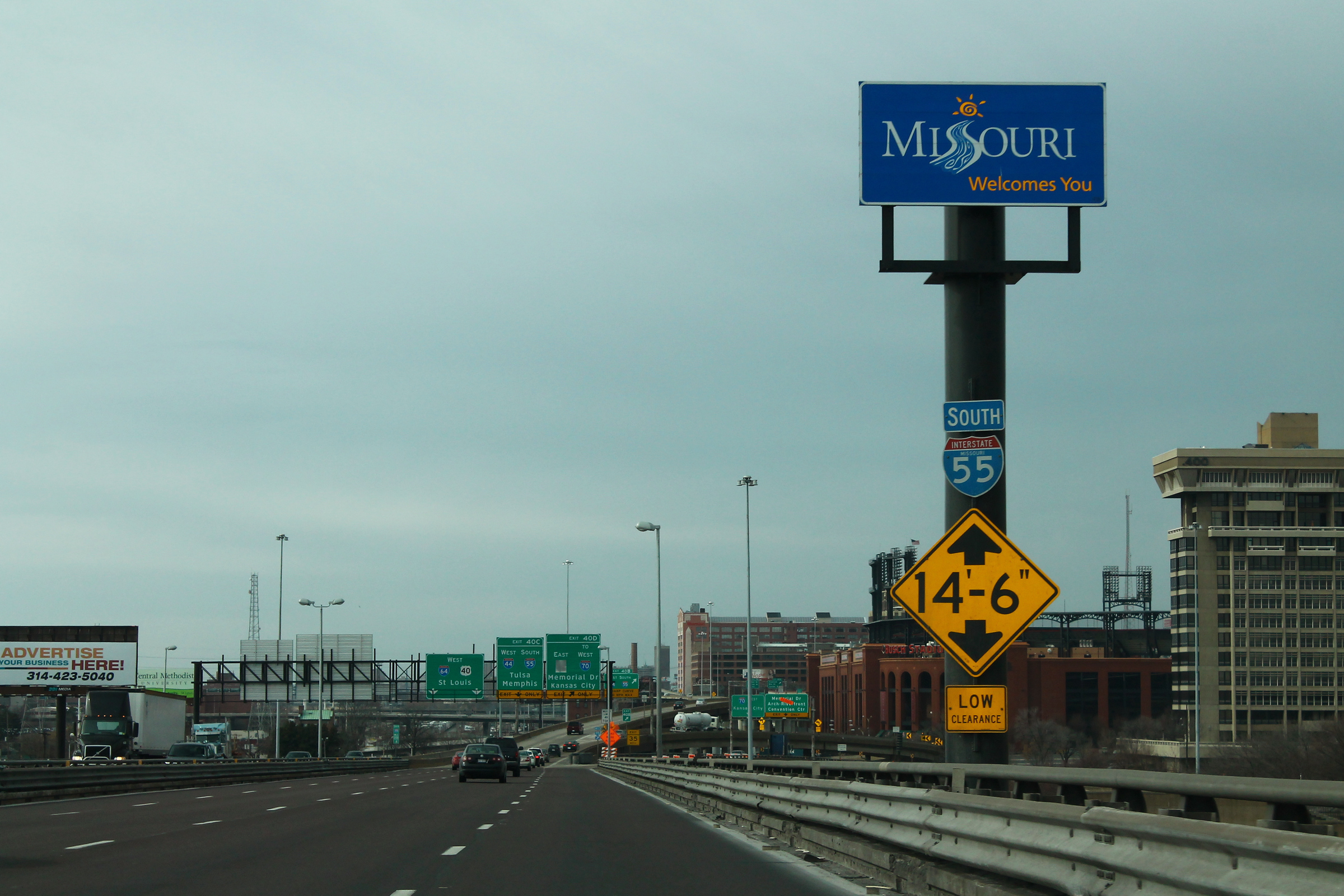
La frontière sur l'Interstate 55.